# Fliegerersatz Abteilung Nr. 9
Fliegerersatz Abteilung Nr. 9 – FEA 9 – jedna z 17 jednostek lotnictwa niemieckiego Luftstreitkräfte z początkowego okresu I wojny światowej tego typu. Dosłownie Lotniczy Oddział Uzupełnień w Darmstadt.

## Informacje ogólne
Jednostka została utworzona po wybuchu wojny, w marcu 1915 roku w Darmstadt, na istniejącym tam wcześniej lotnisku. Jednostka stacjonowała tamże także po zakończeniu I wojny światowej.
Jednostka prowadziła szkolenie pilotów i obserwatorów dla jednostek liniowych np. Feldflieger Abteilung. W późniejszym okresie szkolenie obserwatorów zostało wydzielone do specjalnych szkół Fliegerbeobachterschulen (FBS).
W jednostce służyli lub przeszli szkolenie m.in. Karl Wenzel, Georg von Hantelmann, Karl Friedrich Schweickhard, Albert Müller-Kahle, Walter Grosch, Adolf Gethe, Hans Gottfried von Häbler.
W jednostce zostały utworzone lub stacjonowały m.in. następujące eskadry myśliwskie: Jasta 26, Jasta 32, Jasta 53.

## Dowódcy Jednostki
| Stopień | Nazwisko      | Okres                   |
| ------- | ------------- | ----------------------- |
| Kapitan | Bruno Steffen | 1915                    |
|         |               | xx.xx.xxxx – 21.12.1918 |
| Kapitan | Franz Keller  | 12.03.1918 – 19.04.1918 |
| Kapitan | Walter Grosch | 21.12.1918 – 10.03.1919 |